# Conseil scolaire catholique MonAvenir

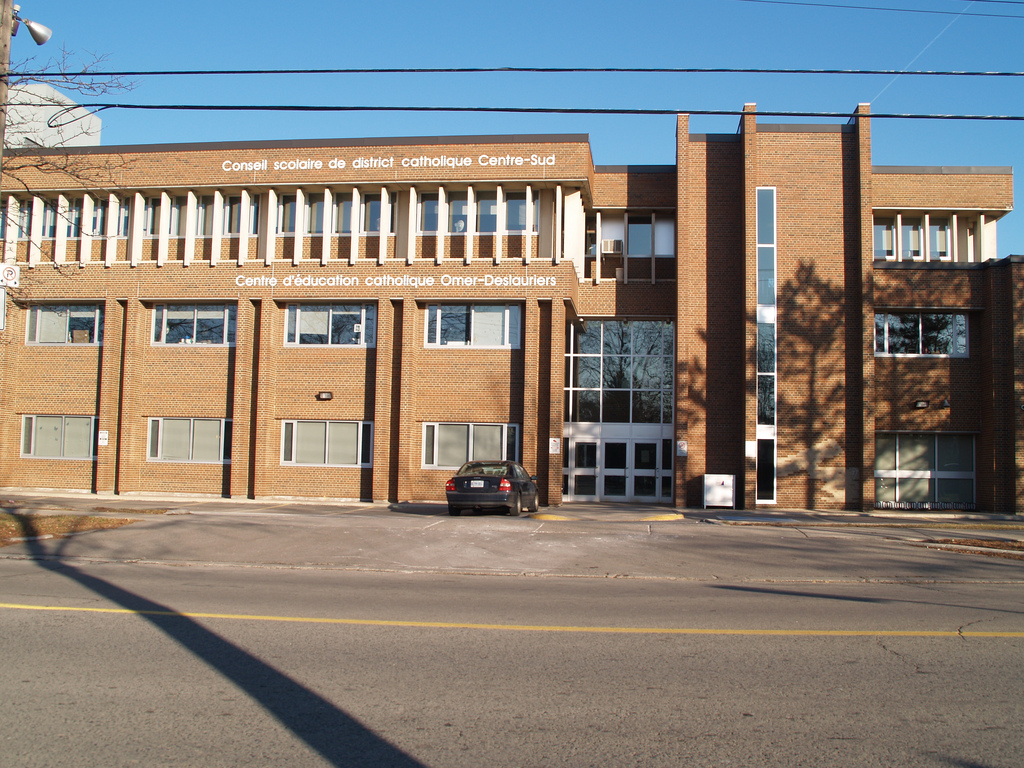
Centre d'éducation catholique Omer-Deslauriers, la sede del distrito

La Conseil scolaire catholique MonAvenir (en francés: Conseil scolaire de district catholique Centre-Sud, CSDCCS), anteriormente la Junta Escolar del Distrito Católico Centro-Sur,es un consejo escolar de Ontario. Tiene su sede en el Centre d'éducation catholique Omer-Deslauriers (Centro de educación católica Omer Deslauriers) en North York, Toronto.El distrito gestiona escuelas católicas del idioma francés.

## Descripción
El área del distrito, con una superficie de 40.000 kilómetros cuadrados, incluye Gran Toronto, la Península Niagara, el área de la Bahía Georgian, Peterborough, y otras áreas. Gestiona 42 escuelas primarias y 9 escuelas secundarias. Tiene más de 14.500 estudiantes.